# روزويل بي. ماسون
روزويل بي. ماسون هو سياسي أمريكي، ولد في 19 سبتمبر 1805 في مقاطعة أونيدا في الولايات المتحدة، وتوفي في 1892 في شيكاغو في الولايات المتحدة. نشط حزبياً في الحزب الجمهوري. وقد انتخب عمدة شيكاغو ‏ (1869 – 1871).